# Túpac Amaru II

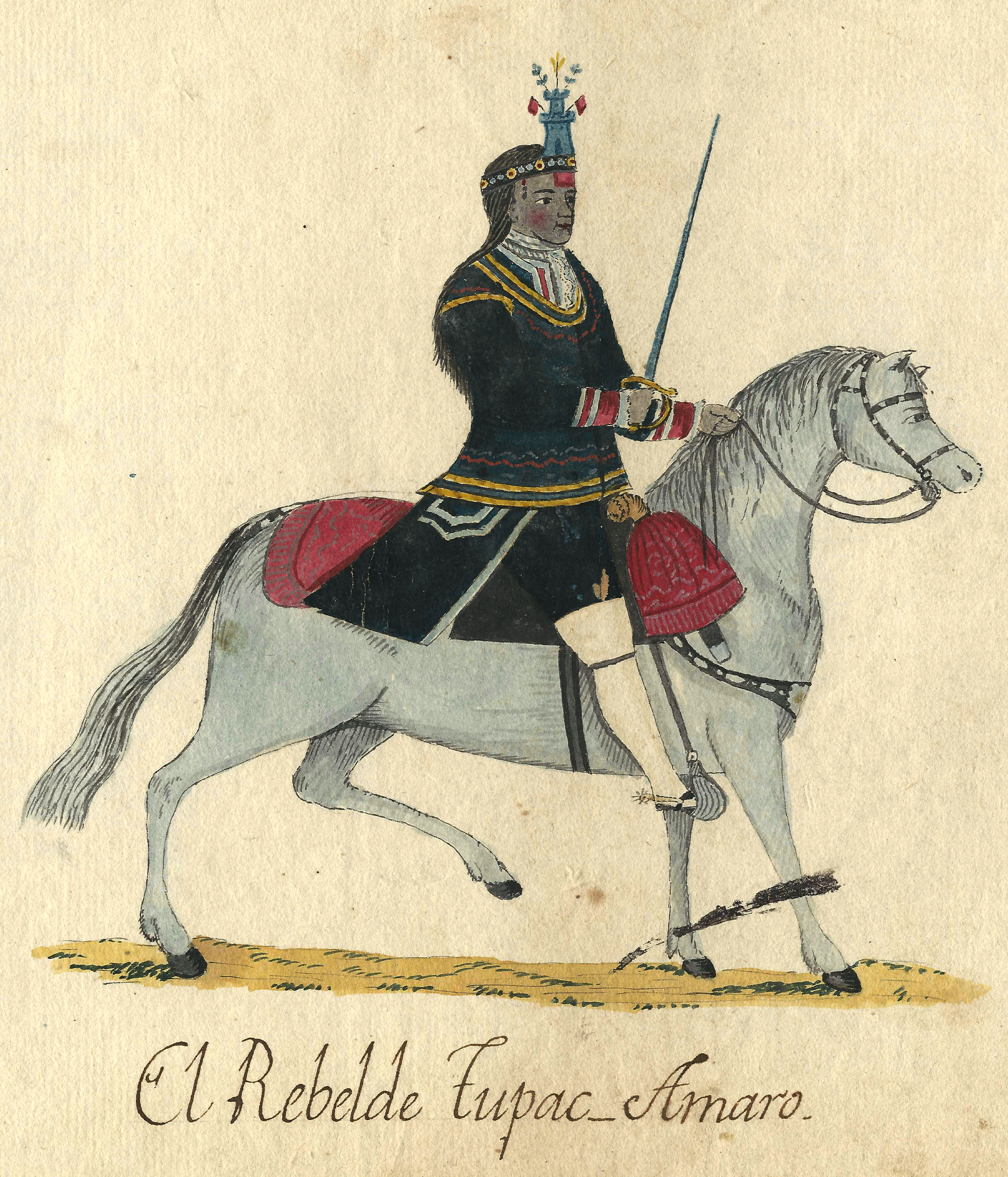
Túpac Amaru II

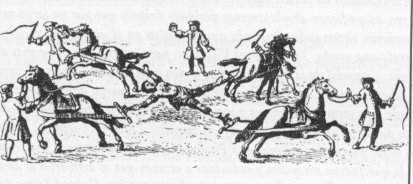
Túpac Amaru II wordt geëxecuteerd door de Spanjaarden, 1781

José Gabriel Condorcanqui (Surimana-Canas, 10 maart 1738 – Cuzco, 18 mei 1781), beter bekend als Túpac Amaru II, leidde in 1780 de eerste grote Inca-opstand tegen de Spaanse overheersers sinds twee eeuwen. Zijn rebellie werd onderdrukt en hij werd gevangengezet en veroordeeld om gefolterd te worden met de dood tot gevolg. Hij werd gevierendeeld op de hoofdplaats in Cuzco in 1781, op dezelfde plek waar zijn naamgenoot was onthoofd. 
De Uruguayaanse stadsguerrilla organisatie Tupamaros vernoemde zichzelf naar hem. 